# Kerry Iawak
Kerry Iawak (* 16. März 1996 in Lenakel) ist ein vanuatuischer Fußballspieler.

## Karriere

### Verein
Vom Nalkutan FC kommend, spielt er seit Februar 2021 für den Ifira Black Bird FC.

### Nationalmannschaft
Mit der vanuatuischen U17 nahm er an der Ozeanienmeisterschaft 2013 teil und mit der U20 an deren Ozeanienmeisterschaft im Jahr 2014.
Für die A-Nationalmannschaft debütierte er am 21. März 2024 bei einer 0:6-Freundschaftsspielniederlage gegen Guinea im Rahmen der FIFA Series, wo er auch in der Startelf stand. Danach wurde er für die Ozeanienmeisterschaft 2024 nominiert und kam in drei Spielen inklusive des Finales, welches gegen Neuseeland verloren wurde, zum Einsatz.